# 9261 Peggythomson
9261 Peggythomson (1953 TD1) là một tiểu hành tinh vành đai chính được phát hiện ngày 8 tháng 10 năm 1953 bởi Chương trình tiểu hành tinh Indiana ở Đài thiên văn Goethe Link, Brooklyn, Indiana. The name honors Peggy Y. Thomson who was responsible for a major gift to Đại học Indiana from a charitable trust that allowed Daniel Kirkwood professorship to be fully endowed as a chair of astronomy.